# Omiodes grandis
Omiodes grandis là một loài bướm đêm trong họ Crambidae.